# Gonocarpus ericifolius
Gonocarpus ericifolius är en slingeväxtart som beskrevs av A.E. Orchard. Gonocarpus ericifolius ingår i släktet Gonocarpus och familjen slingeväxter. Inga underarter finns listade i Catalogue of Life.